# مزدا ام‌ایکس-۳۰
مزدا ام‌ایکس-۳۰ (انگلیسی: Mazda MX-30) یک کراس اوور کامپکت الکتریکی و هیبریدی است که توسط مزدا تولید شده‌است. این خودرو براساس سی‌ایکس-۳۰ در نمایشگاه توکیو ۲۰۱۹ رونمایی شد. تولید این وسیله نقلیه که اولین خودروی الکتریکی تولید انبوه مزدا است، در ۱۹ مه ۲۰۲۰ در کارخانه اوجینا آغاز شد.
پیش‌بینی می‌شود ام‌ایکس-۳۰ در نیمه دوم سال ۲۰۲۰ برای ژاپن عرضه شود و همچنین قرار است در اوایل سال ۲۰۲۱ برای فروش در انگلستان عرضه شود.

## نگارخانه

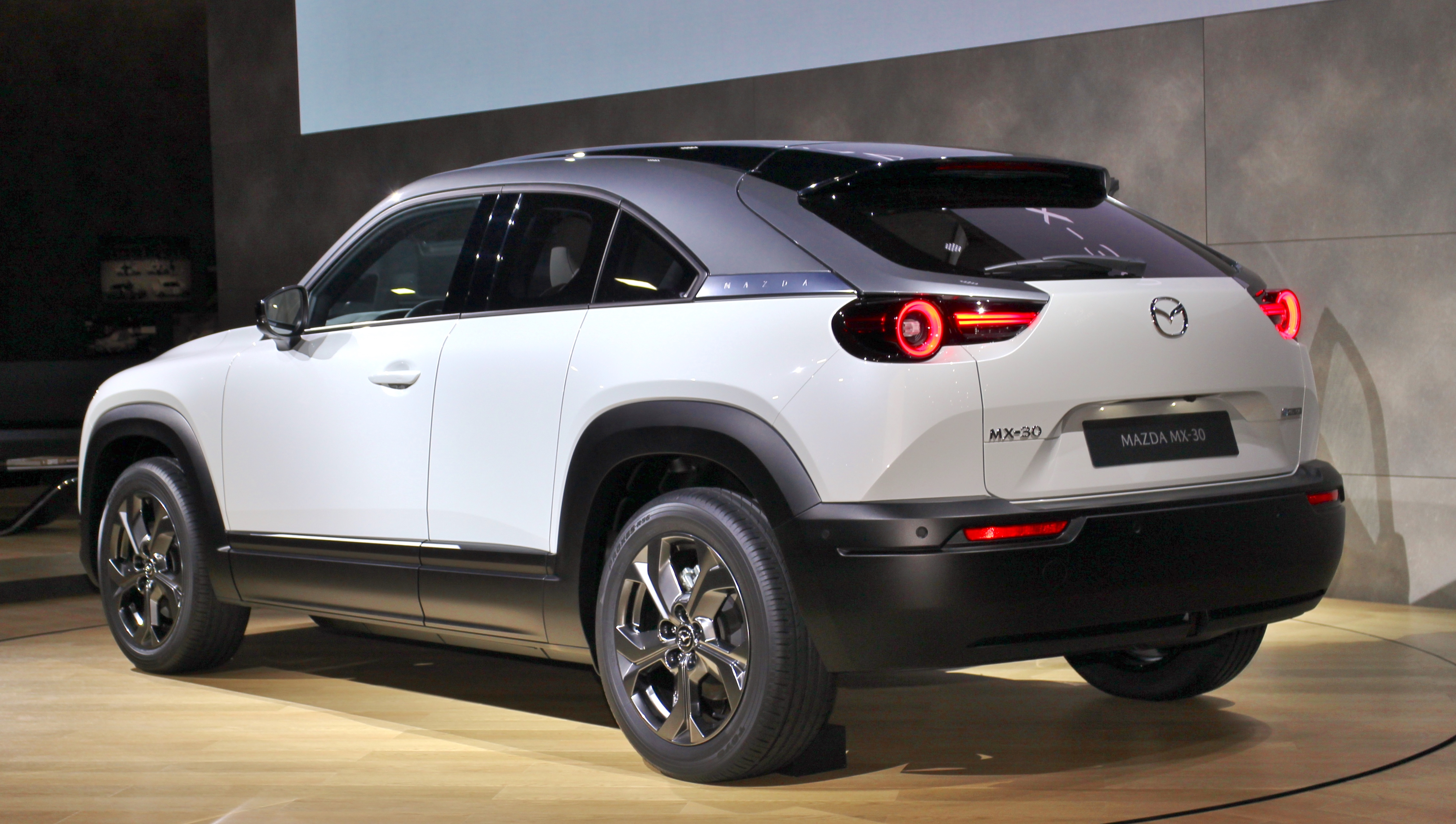
نمای عقب
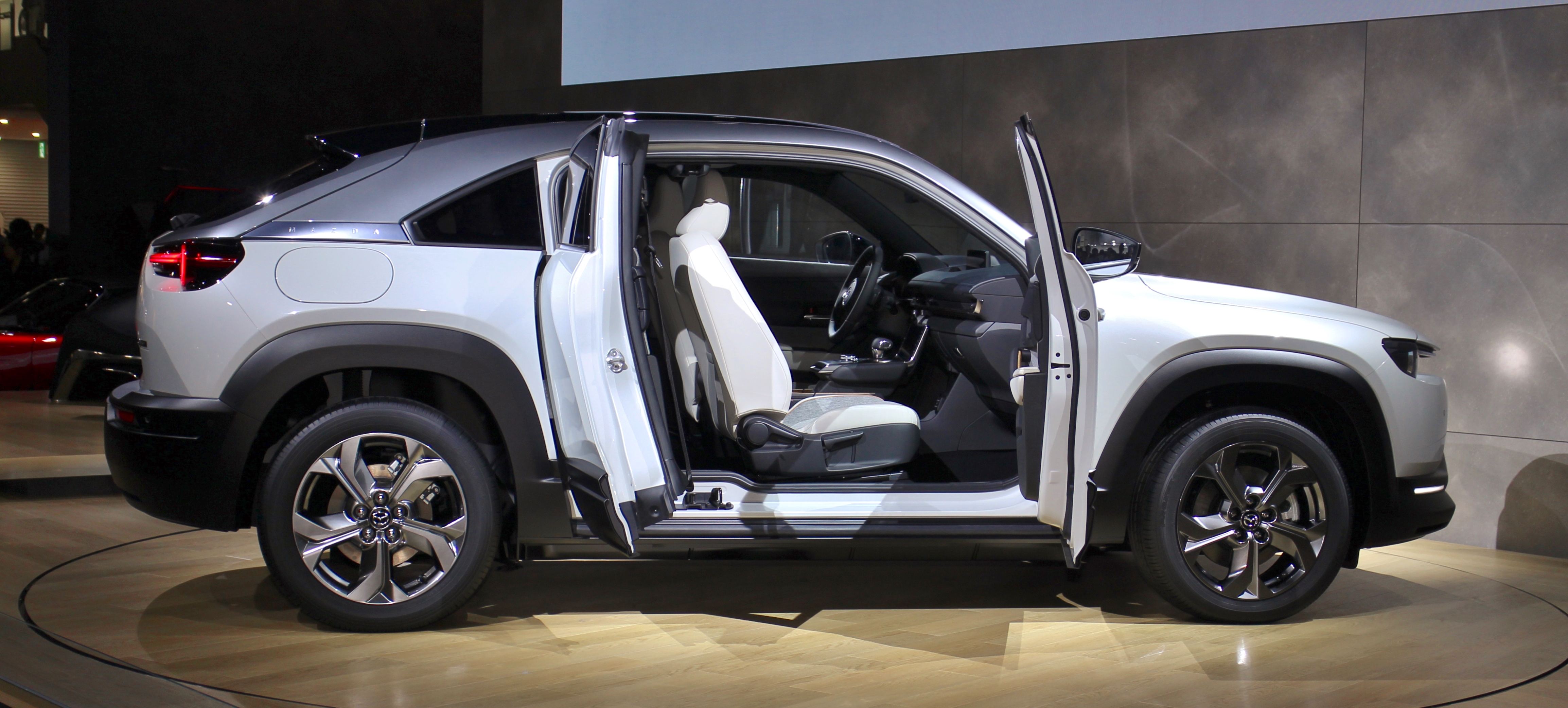
درهای فری‌استایل ام‌ایکس-۳۰